# Leslie Wormald
Leslie Graham Wormald (19 de agosto de 1890-10 de julio de 1965) fue un deportista británico que compitió en remo. Participó en los Juegos Olímpicos de Estocolmo 1912, obteniendo una medalla de oro en la prueba de ocho con timonel.

## Palmarés internacional
| Juegos Olímpicos | Juegos Olímpicos   | Juegos Olímpicos | Juegos Olímpicos |
| Año              | Lugar              | Medalla          | Prueba           |
| ---------------- | ------------------ | ---------------- | ---------------- |
| 1912             | Estocolmo (Suecia) | Medalla de oro   | Ocho con timonel |